# Vukšići
Vukšići (cyr. Вукшићи) – wieś w Bośni i Hercegowinie, w Republice Serbskiej, w gminie Milići. W 2013 roku liczyła 175 mieszkańców.